# Midland, North Carolina
Midland är en kommun (town) i Cabarrus County i North Carolina. Vid 2010 års folkräkning hade Midland 3 073 invånare.